# Stati italiani dell'era feudale

L'Italia nel periodo feudale, tra il 962 e la fine dell'XI secolo, era suddivisa nelle seguenti entità territoriali; tra parentesi, dove indicate, le dinastie regnanti:
- Regno d'Italia
- Marca d'Ivrea
- Principato di Bressanone
- Principato di Trento
- Marca di Verona
- Stato patriarcale di Aquileia (comprendente la Marca del Friuli e la Marca d'Istria)
- Repubblica di Venezia
- Marca d'Este
- Marca di Tuscia
- Ducato di Spoleto
- Stato della Chiesa
- Ducato di Gaeta
- Principato di Capua
- Ducato di Napoli
- Repubblica di Amalfi
- Principato di Benevento
- Principato di Salerno
- Dominio bizantino
- Emirato di Sicilia[2]
- Malta araba[2]
- Giudicati sardi
- Corsica araba[2]